# Ljudmila Pawlowna Kasanzewa

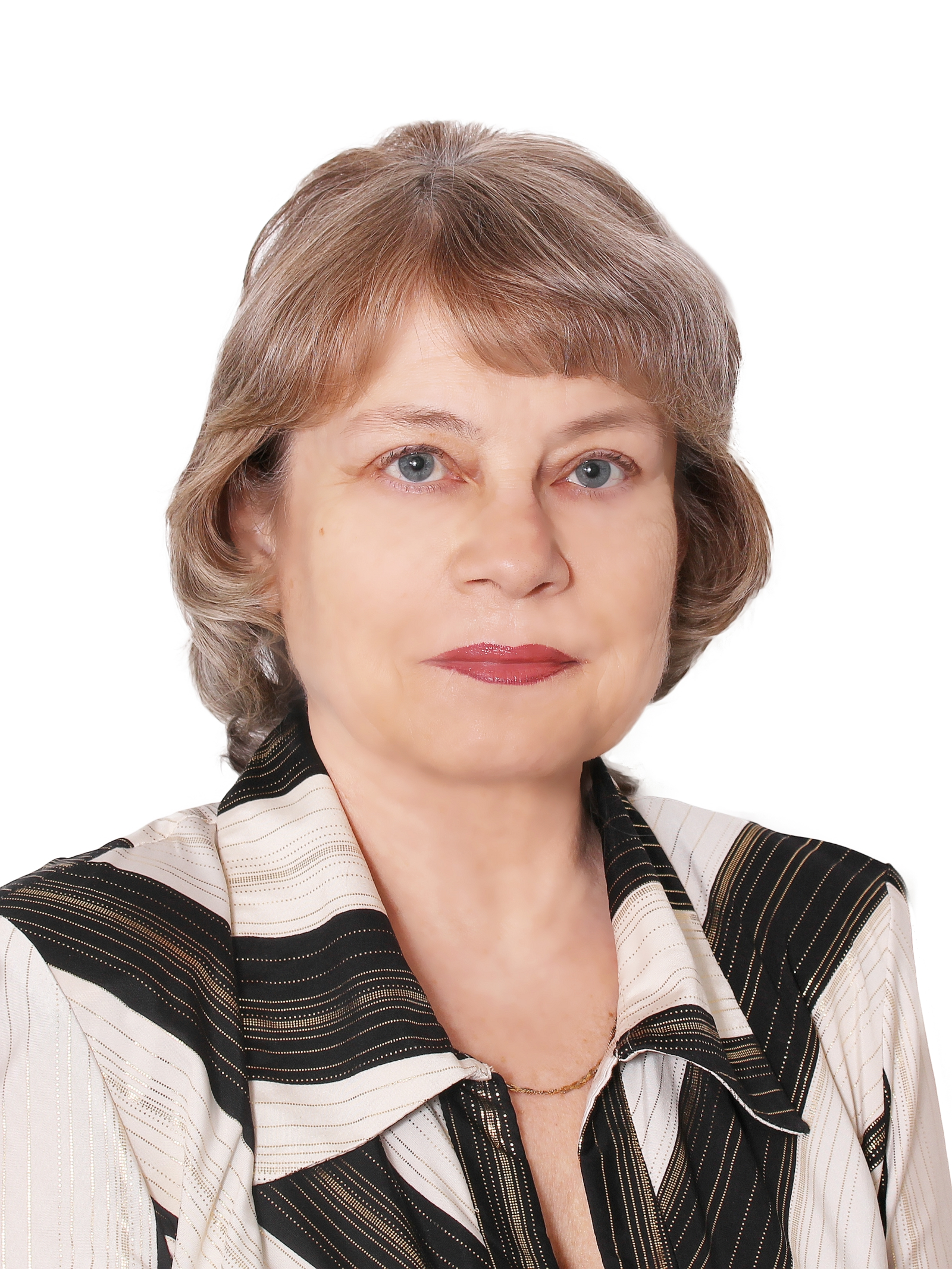
Ljudmila Pawlowna Kasanzewa

Ljudmila Pawlowna Kasanzewa (russisch Людмила Павловна Казанцева; * 1. Juni 1952 in Dnepropetrowsk) ist eine sowjetische bzw. russische Musikwissenschaftlerin und Hochschullehrerin.

## Leben
Nach dem Besuch der Dnepropetrowsker Glinka-Musikschule (Abschluss 1971) studierte Kasanzewa in Moskau am Staatlichen Musik-Pädagogik-Gnessin-Institut in der Fakultät für Musikgeschichte, Musiktheorie und Komposition mit Abschluss 1976.
Darauf unterrichtete Kasanzewa am Astrachaner Konservatorium. Daneben absolvierte sie die Aspirantur am Gnessin-Institut (Abschluss 1981).
Ab 1982 lehrte Kasanzewa am Krasnojarsker Staatlichen Kunst-Institut. Sie verteidigte 1985 am Gnessin-Institut ihre Dissertation über die inhaltlichen Besonderheiten von Musikwerken mit thematischen Bezügen mit Erfolg für die Promotion zur Kandidatin der Kunstwissenschaft.
Ab 1988 lehrte Kasanzewa als Dozentin am Astrachaner Konservatorium und am Wolgograder Staatlichen Institut für Kunst und Kultur. Sie verteidigte 1999 am Moskauer Konservatorium ihre Doktor-.Dissertation über den Autor im musikalischen Inhalt (eines Werkes) mit Erfolg für die Promotion zur Doktorin der Kunstwissenschaft. Die Ernennung zur Professorin folgte 2000.

## Ehrungen, Preise
- Artur-Kapp-Preis der Verwaltung der Oblast Astrachan (2004)
- Ehrenurkunde des Kulturministeriums der Russischen Föderation (2009)

## Werke (Auswahl)
- «The Russian Passion» by Alexey Larin: concerning the issue of genre // Проблемы музыкальной науки. 2012. № 2 (11). С. 181–184.
- The Musical Portrait // Principles of Music Composing: Links between Music and Visual Arts: 12th International Music Theory Conference. — Vilnius: Lietuvos muzicos ir teatro akademija, 2012. P. 149–153.
- Studying of the semantic principle of music in the modern higher educational institution // Educational Alternatives, 2014, Vol. 12. Р. 192–202.
- The figurative and imaginative world in the pictorial art and music of M.K. Čiurlionis // Проблемы музыкальной науки. 2015. № 3 (20). С. 63–72.
- Russian Orthodox culture in the Oeuvre of the West-European Composers // Orthodox Scientist in Modern World. Values of Orthodox World and Contemporary Society. Materials of the IV International Conference.- Voronezh: Istoki, 2015. Part 2. P. 279–283.
- «Russianness» in music as an other-national // The National Element in Music: Conference Proceedings / Ed. N. Maliaris. Athens: University of Athens, 2014. Р. 356–364 ().
- Studying of the semantic principle of music in the modern higher educational institution URL: Educational Alternatives, 2014, Volume 12 ().
- The theory of musical content as a pedagogic tool // EuroMAC2014. Eighth European Music Analysis Conference: Abstracts. Leuven, 2014. Р. 171 ().